# François du Mouchet de Villedieu
François du Mouchet de Villedieu, né  le 29 novembre 1731 à  Villedieu et mort le 10 août 1823 à Paris, est un prélat français du XVIIIe siècle.   

## Biographie
Il est le fils de Claude-Dominique du Mouchet de Villedieu, et de Marie-Madeleine Gaullepied de Sennevières. 
Il est doyen de la cathédrale de Nevers et vicaire général de ce diocèse. En 1767 il est nommé abbé commendataire de Cercanceaux, au diocèse de Sens. Il devient ensuite maître de l'oratoire du comte d'Artois. En 1776 le roi lui donne en commende l'abbaye de Forest-Montiers, au diocèse d'Amiens. 
Enfin en 1784, il le désigne comme évêque de Digne. À peine arrivé dans son diocèse, Villedieu juge avantageux de réunir le collège et le séminaire de Digne. Le collège est donc réuni au séminaire. En 1785, le diocèse de Digne adopte la liturgie parisienne, c'est un des premiers à reprendre la liturgie romaine. 
En 1790, il refuse de prêter serment à la constitution civile du clergé.
Puis il quitte la France. Après la conclusion du concordat de 1801, il est un des quelques évêques qui persistent à ne point donner leur démission. 
Il rentre en France en 1814 et meurt en 1823.